# Pramod Bhagat
Pramod Bhagat (Oriya ପ୍ରମୋଦ ଭଗତ, * 4. Juni 1988) ist ein indischer Badmintonspieler. Er ist infolge einer Poliomyelitis gehbehindert und startet im Parabadminton in der Startklasse SL3 im Einzel und Doppel. Bhagat gewann bei den Sommer-Paralympics 2020 Gold.

## Leben
Pramod Bhagat stammt aus dem indischen Bundesstaat Odisha und lebt in der Hauptstadt Bhubaneswar. Er erkrankte als Kind an Poliomyelitis und ist seither gehbehindert. Bhagat ist Absolvent eines Industrial Training Institutes (ITI) und arbeitet bei einer staatlichen Sozialversicherung. Seine Behinderung sieht er als Geschenk Gottes, das ihm ermöglichte sich selbst zu übertreffen.

## Sportliche Laufbahn
2002 begann Pramod Bhagat mit dem Badminton und seit 2006, als er nichtbehinderte Spieler besiegte, betreibt er Parabadminton als Leistungssport. In Bangkok gewann er 2007 bei seiner ersten Badminton-Weltmeisterschaft für Behinderte Bronze im Einzel und im Doppel. Bei der WM 2009 in Seoul gewann Pramod Bhagat im Einzel Gold. 2011 stand er wegen finanzieller Probleme kurz davor, den Leistungssport aufzugeben. Doch 2013 holte er sich in Dortmund mit Manoj Sarkar im Doppel den Weltmeistertitel. Im Badminton-Wettbewerb der Para-Asienspiele 2014 erreichte er das Halbfinale, unterlag aber Manoj Sarkar. 2015 konnte Pramod Bhagat in Stoke Mandeville den Weltmeistertitel im Einzel erkämpfen und im Doppel mit Tarun Tarun Silber holen. Im südkoreanischen Ulsan reichte es bei der WM 2017 nur für Bronze im Einzel. Bei den Para-Asienspielen 2018 in Jakarta gewann er den Titel im Einzel und im Doppel Bronze. Bei der Badminton-Weltmeisterschaft für Behinderte 2019 in Basel gewann Pramod Bhagat im Finale gegen den Engländer Daniel Bethell im Einzel seinen vierten Weltmeistertitel. Im mit vier Indern besetzten Doppel besiegten Pramod Bhagat und Manoj Sarkar das Duo Kumar Nitesh und Tarun Tarun.
2019 wurde Pramod Bhagat für seine herausragenden sportlichen Leistungen mit dem Arjuna Award ausgezeichnet.
Bei dem erstmals stattfindenden Badmintonwettbewerb bei den Sommer-Paralympics 2020 gewann Bhagat im September 2021 die Goldmedaille in der Startklasse SL3. In demselben Jahr erhielt er die indische Sportlerauszeichnung Rajiv Gandhi Khel Ratna.